# Joseph Schwarz (Pianist)
Joseph Schwarz (* 1. Mai 1883 in Odessa, Russisches Kaiserreich; † 15. Juli 1945 in New York) war ein russisch-amerikanischer Pianist und Musikpädagoge.

## Leben und Werk
Joseph Schwarz war Student der Konservatorien in Odessa und Sankt Petersburg. Zudem studierte er bei Theodor Leschetizky.
Von 1910 bis 1920 wirkte er als Klavierlehrer am Stern’schen Konservatorium in Berlin. Er gab Konzerte bei zahlreichen Konzerttourneen in Deutschland und anderen europäischen Staaten. Unter dem Druck des deutschen Rassismus siedelte er 1937 in die USA über. Er wirkte dort bis 1941 als Lehrer der Settlement Music School in Philadelphia. Anschließend wirkte er als Leiter der Meisterklassen an der Philadelphia Musical Academy.
Joseph Schwarz schrieb eine Reihe von Klaviertranskriptionen von Orgelwerken Johann Sebastian Bachs.
Der amerikanische Violinist Boris Schwarz war sein Sohn.